# Fritz Lang
Fritz Lang, születési nevén Friedrich Christian Anton Lang (Bécs, 1890. december 5. – Beverly Hills, 1976. augusztus 2.) osztrák származású német filmrendező, forgatókönyvíró és producer. A német filmgyártás egyik legmeghatározóbb egyénisége. Filmjei által a német film széles nemzetközi közönséget hódított meg, és a hollywoodi filmek komoly vetélytársává vált.

## Élete
Apja nyomdokaiban építészetet tanult. 1911-ben kétéves világkörüli útra indult. Párizsban festészetet tanult, és rajzok készítéseiből tartotta fenn magát. Az első világháború kitörésével bevonult az osztrák hadseregbe. A fronton megsebesült. 1918-ban Berlinbe költözött, ahol forgatókönyveket írt, és 1919-től rendezőként dolgozott. 1920-ban feleségül vette a híres írónőt, Thea von Harbout, ezt követően az összes német filmjét feleségével közösen írta. A kriminálpszichológia iránti vonzódása már a Dr. Mabuse, a játékos (1922) című filmjében megmutatkozik. Ebben a filmben a főhős egy gonosz, ám zseniális tudós, aki korlátlan hatalmat akar birtokolni a társadalom felett. Mabuse könnyen manipulálja az értéktőzsdét, csábítja a nőket, és pszichikai terrort vet be annak érdekében, hogy tehetős áldozatai tönkremenjenek. Elkerülhetetlen bukását egy nő okozza, aki a tébolyba kergeti Mabusét, méghozzá úgy, hogy látomásait, melyben Istennek képzelte magát, maga ellen fordítva azt képzeli, egykori áldozatai feltámadtak, hogy őt felelősségre vonják. 
A nibelungok (1924) és a Metropolis (1926) nemzetközi közönség számára készített monumentális filmeposzok voltak. Csodálatos képi és mesterséges világuk meggyőző ereje miatt figyelemre méltó alkotások. A Siegfriedben és A nibelungok első részében meghatározóak a geometriai formák, ellentétben a Kriemhilda bosszújával melyben az aszimmetria teljes káosza dominál. 
Lang első hangosfilmjében, az M-Egy város keresi a gyilkostban (1931), Peter Lorre gyermekgyilkost alakít, aki rettegésben tartja az egész várost, sorozatban követi el a rémtetteit. A rendőrség és az alvilág jeleneteinek képeit egymásba vágta, hangsúlyozva ezzel a két szervezet erőviszonyait, a köztük fennálló versengést, hogy elfogják a személyt, aki mindkettejük érdekeit megsértette. A náci cenzúra nem engedte a Dr. Mabuse végrendeletének (1932) bemutatását. Lang elmondása szerint Joseph Goebbels magához hívatta, aki a filmről szinte nem is beszélt, viszont közölte, hogy Hitler azt akarja, hogy Lang legyen a náci filmipar vezetője. Lang azonnal elhagyta Németországot és Párizsba menekült. Elvált Theodorától, aki szimpatizált az új rezsimmel.

### Amerika
1934-ben az MGM szerződést ajánlott fel neki. Hollywoodba költözött és 1936-tól 20 éven át huszonkét amerikai filmet készített, szinte mindig más stúdiónál. 
Az MGM-szerződés előtt behatóan tanulmányozta az amerikai kultúrát. Megállapította, hogy az amerikai közönség hétköznapi embereket kedvel a vásznon. Elkészítette a Téboly című filmjét, amiben egy férfit tévedésből tartóztatnak le és gyanúsítanak meg egy gyermek elrablásával és meggyilkolásával. Lang német filmjeiben a nézők jóval tájékozottabbak, mind a szereplők. Ez a fajta „mindentudás” eltűnik amerikai filmjeiből, ahol a közvetett bizonyítékok fontos szerepet játszanak, és a látszat ugyanúgy megtéveszti a szereplőket, mint a nézőket. Néhány szokatlan western és náciellenes filmsorozat után Lang három filmet forgatott Joan Bennet főszereplésével. A Nő az ablak mögött (1944) sikere után Bennet férje, Walter Wangen producer társult Langgal, aki így még két film noirt készíthetett, melyben végzetszerű álomképeket jeleníthettek meg félreérthetetlenül pszichoanalitikus megközelítésben: a Scarlet Streetet (1945), mely Jean Renoir A szuka (1931) című filmjének átdolgozása, és a Titok ajtó mögöttet (1947). Lang ötvenes évekbeli filmjeiben élesen bírálja az amerikai médiát. Figuráit fokozott távolságtartással mutatja be, hogy a néző ne azonosulhasson velük a szokásos módon, és inkább a film felépítésével, vágásokkal, mise-en-scène-effektekkel befolyásolja a közönséget. E periódusban a legsikeresebb alkotása A búcsúlevél (1953), ami kizárólag Gloria Grahame és Lee Marvin zseniális alakításának köszönhetően nem vált teljesen személytelenné.

### Ismét Németországban
Lang rövid időre visszatért Németországba, ez idő alatt három filmet készített: Az esnapuri tigrist (1959), A hindu siremléket (1959) és egy harmadik Mabuse filmet, Dr. Mabuse ezer szemét (1960). Ezek a filmek tele vannak régebbi filmjeiből vett utalásokkal. 1963-ban saját maga alakította Jean-Luc Godard Megvetés (1963) című filmjében a rendezőt, aki kitart amellett, hogy kifejezésre juttathassa vízióját a filmvásznon.

### Utolsó évek
Nyugdíjas éveire visszatért Hollywoodba. Forgatókönyveket írt, de többet nem rendezett.

## Válogatott filmjei
- Az aranytó, A pókok I. része (Die Spinnen 1.: Der Goldene See, 1919)
- A gyémánthajó – A pókok 2. része (Die Spinnen 2.: Das Brillantenschiff, 1920)
- Az éjféli vándor (Der Müde Tod, 1921)
- Dr. Mabuse, a játékos (Dr. Mabuse, der Spieler, 1922)
- A Nibelungok (Die Nibelungen – Siegfried, 1924) (1. rész)
- A Nibelungok – Kriemhilda bosszúja (Die Nibelungen – Kriemhields Rache, 1924) (2. rész)
- Metropolis (1927)
- Kémek (Spione, 1927)
- A Hold asszonya (Frau im Mond, 1929)
- M - Egy város keresi a gyilkost (1931)
- Dr. Mabuse végrendelete (Des Testament der Dr. Mabuse, 1932)
- Liliom (Liliom, 1934)
- Téboly (Fury, 1936)
- Csak egyszer élünk (You Only Live Once, 1936)
- Te és én (You and Me, 1938)
- Jesse James visszatér (The Return of Frank james, 1940)
- Wastern Union (1940)
- Embervadászat (Main Hunt, 1941)
- A hóhér halála (Hangmen Also Die, 1942)
- A rettegés minisztériuma (Ministry of Fear, 1944)
- Nő az ablak mögött (The Women in the Window, 1944)
- Scarlet street (1945)
- Titok az ajtó mögött (Secret Beyond the Door, 1947)
- Rancho Notorius (1951)
- A búcsúlevél (The Big Heat, 1953)
- Emberi vágy (Human Desire, 1954)
- Moonfleet (1955)
- Amíg a város alszik (While the City Sleeps, 1955)
- Minden kétséget kizáróan (Beyond a reasonable Doubt, 1956)
- Az esnapuri tigris (Der Tiger von Eschnapur, 1959)
- A hindu síremlék (Das Indische Grabmal, 1959)
- Dr. Mabuse ezer szeme (Die Tausend Augen des Dr. mabuse, 1960)